# Франция на зимних Олимпийских играх 1956
Франция принимала участие в Зимних Олимпийских играх 1956 года в Кортина-д’Ампеццо (Италия) в седьмой раз за свою историю, но не завоевала ни одной медали. Сборная страны состояла из 32 спортсменов (25 мужчин, 7 женщин). На сегодняшний момент это единственная олимпиада, где Франции не удалось завоевать ни одной награды.